# Mike Smith (Saxophonist)
Mike Smith  (* 3. März 1957 in Chicago als Michael Alan Smith) ist ein US-amerikanischer Jazz-Saxophonist und Hochschullehrer.

## Leben und Wirken
Smith ist ein Veteran der Chicagoer Jazzszene. Als junger Mann erhielt er 1975 ein Stipendium zum Studium an der North Texas State University, wo er 1980 den Bachelor of Music erwarb. Danach begann er von seiner Geburtsstadt aus seine Musikerkarriere in den Bands von Maynard Ferguson und Buddy Rich. Seit November 1981 spielt er jeden Mittwoch im Chicagoer Andy's Jazz Club.
Smith arbeitete auch seit 1981 in der Begleitband von Frank Sinatra als Solist und musikalischer Leiter. Er wirkte an Sinatras Alben Diamond Jubilee und Come Swing With Me mit und ging mit ihm auf Tourneen nach Japan, Australien und Europa. Sein Sinatra-Album, das er 1994 für Delmark Records aufnahm, ist eine Reminiszenz an seine Jahre in der Band des Sängers. Smith arbeitete auch mit Nat Adderley, Clark Terry, Art Farmer, Tony Bennett, Jimmy Heath, Natalie Cole, Linda Ronstadt, Diane Schuur, Kurt Elling und Nancy Wilson. Er wirkte außerdem an dem Album Come By Me des Sängers Harry Connick, Jr. mit.
Smith war daneben als Dozent tätig, u. a. an der Eastman School of Music, der University of North Texas, der Berklee School of Music, der Pepperdine University, der University of Miami und der University of Colorado und hielt Workshops für Bands der US-Navy und Air Force in Washington, D.C. Gegenwärtig ist er Professor für Saxophon an der Roosevelt University in Chicago und dem Chicago College of Performing Arts.
Nach Cook und Morton erinnert Smith in seinem Hardbop-Spiel an Cannonball Adderley, dem er auch sein erstes Album Unit 7 widmete, ferner an Vincent Herring. Smith erhielt 1985 Fördermittel der  National Endowment for the Arts; 1993 gewann er den Cannonball Adderley Award.

## Diskografische Hinweise
- Unit 7 – A Tribute to Cannonball Adderley (Delmark, 1990) mit Jodie Christian
- On a Cool Night (Delmark, 1991)
- The Traveler (Delmark, 1992)
- Sinatra Songbook (Delmark, 1994)
- Grand Central (Fastrax, 2008)